# حزب الطليعة الديمقراطي
حزب الطليعة الديمقراطي (بالإسبانية: Partido Vanguardia Democrática)، كان حزباً سياسياً في بيرو. كان أمينه العام هو هـ. ميريل.